# Bridge over Troubled Water (album)
Bridge over Troubled Water is het vijfde en laatste studioalbum  van het folkduo Simon & Garfunkel. Het werd op 26 januari 1970 uitgebracht door Columbia Records.
Wereldwijd werden er meer dan 25 miljoen exemplaren van het album verkocht. Hiermee is het een belangrijk album in de popmuziekgeschiedenis. Het won verschillende prijzen zoals een Grammy voor beste album van het jaar 1971.

## Lijst van nummers
Alle nummers zijn geschreven door Paul Simon, tenzij anders aangegeven.

### Kant 1
1. "Bridge Over Troubled Water" – 4:52
Recorded: November 9, 1969
2. "El Condor Pasa (If I Could)" (Daniel Alomía Robles, Engelse tekst door Paul Simon, Arrangement door Jorge Milchberg) – 3:06
Recorded: November 2, 1969
3. "Cecilia" – 2:55
Recorded: November 2, 1969
4. "Keep the Customer Satisfied" – 2:33
Recorded: October 27, 1969
5. "So Long, Frank Lloyd Wright" – 3:41
Recorded: October 28, 1969

### Kant 2
1. "The Boxer" – 5:08
Recorded: November 16, 1968
2. "Baby Driver" – 3:14
Recorded: November 19, 1968
3. "The Only Living Boy in New York" – 3:58
Recorded: November 15, 1969
4. "Why Don't You Write Me" – 2:45
Recorded: June 13, 1969
5. "Bye Bye Love" (Felice and Boudleaux Bryant) (live opnames vanuit Ames, Iowa) – 2:55
Recorded: November 14, 1969
6. "Song for the Asking" – 1:39
Recorded: November 1, 1969

## Bezetting
- Paul Simon - akoestische gitaar, zang
- Art Garfunkel - zang
- Barry Kornfeld - akoestische gitaar
- Bill Lee - bas
- Larry Knechtel - piano, orgel
- Joe Osborn - bas
- Hal Blaine - slagwerk
- Fred Carter Jr. - gitaar

## Hitnoteringen

### NederlandseAlbum Top 100

#### Bridge over troubled water
| Hitnotering: (Week 1 t/m 27) 07-03-1970 t/m 05-09-1970 Hitnotering: (Week 28 t/m 31) 10-10-1970 t/m 31-10-1970 Hitnotering: (Week 32 t/m 33) 20-06-2020 t/m 27-06-2020 | Hitnotering: (Week 1 t/m 27) 07-03-1970 t/m 05-09-1970 Hitnotering: (Week 28 t/m 31) 10-10-1970 t/m 31-10-1970 Hitnotering: (Week 32 t/m 33) 20-06-2020 t/m 27-06-2020 | Hitnotering: (Week 1 t/m 27) 07-03-1970 t/m 05-09-1970 Hitnotering: (Week 28 t/m 31) 10-10-1970 t/m 31-10-1970 Hitnotering: (Week 32 t/m 33) 20-06-2020 t/m 27-06-2020 | Hitnotering: (Week 1 t/m 27) 07-03-1970 t/m 05-09-1970 Hitnotering: (Week 28 t/m 31) 10-10-1970 t/m 31-10-1970 Hitnotering: (Week 32 t/m 33) 20-06-2020 t/m 27-06-2020 | Hitnotering: (Week 1 t/m 27) 07-03-1970 t/m 05-09-1970 Hitnotering: (Week 28 t/m 31) 10-10-1970 t/m 31-10-1970 Hitnotering: (Week 32 t/m 33) 20-06-2020 t/m 27-06-2020 | Hitnotering: (Week 1 t/m 27) 07-03-1970 t/m 05-09-1970 Hitnotering: (Week 28 t/m 31) 10-10-1970 t/m 31-10-1970 Hitnotering: (Week 32 t/m 33) 20-06-2020 t/m 27-06-2020 | Hitnotering: (Week 1 t/m 27) 07-03-1970 t/m 05-09-1970 Hitnotering: (Week 28 t/m 31) 10-10-1970 t/m 31-10-1970 Hitnotering: (Week 32 t/m 33) 20-06-2020 t/m 27-06-2020 | Hitnotering: (Week 1 t/m 27) 07-03-1970 t/m 05-09-1970 Hitnotering: (Week 28 t/m 31) 10-10-1970 t/m 31-10-1970 Hitnotering: (Week 32 t/m 33) 20-06-2020 t/m 27-06-2020 | Hitnotering: (Week 1 t/m 27) 07-03-1970 t/m 05-09-1970 Hitnotering: (Week 28 t/m 31) 10-10-1970 t/m 31-10-1970 Hitnotering: (Week 32 t/m 33) 20-06-2020 t/m 27-06-2020 | Hitnotering: (Week 1 t/m 27) 07-03-1970 t/m 05-09-1970 Hitnotering: (Week 28 t/m 31) 10-10-1970 t/m 31-10-1970 Hitnotering: (Week 32 t/m 33) 20-06-2020 t/m 27-06-2020 | Hitnotering: (Week 1 t/m 27) 07-03-1970 t/m 05-09-1970 Hitnotering: (Week 28 t/m 31) 10-10-1970 t/m 31-10-1970 Hitnotering: (Week 32 t/m 33) 20-06-2020 t/m 27-06-2020 | Hitnotering: (Week 1 t/m 27) 07-03-1970 t/m 05-09-1970 Hitnotering: (Week 28 t/m 31) 10-10-1970 t/m 31-10-1970 Hitnotering: (Week 32 t/m 33) 20-06-2020 t/m 27-06-2020 | Hitnotering: (Week 1 t/m 27) 07-03-1970 t/m 05-09-1970 Hitnotering: (Week 28 t/m 31) 10-10-1970 t/m 31-10-1970 Hitnotering: (Week 32 t/m 33) 20-06-2020 t/m 27-06-2020 | Hitnotering: (Week 1 t/m 27) 07-03-1970 t/m 05-09-1970 Hitnotering: (Week 28 t/m 31) 10-10-1970 t/m 31-10-1970 Hitnotering: (Week 32 t/m 33) 20-06-2020 t/m 27-06-2020 | Hitnotering: (Week 1 t/m 27) 07-03-1970 t/m 05-09-1970 Hitnotering: (Week 28 t/m 31) 10-10-1970 t/m 31-10-1970 Hitnotering: (Week 32 t/m 33) 20-06-2020 t/m 27-06-2020 | Hitnotering: (Week 1 t/m 27) 07-03-1970 t/m 05-09-1970 Hitnotering: (Week 28 t/m 31) 10-10-1970 t/m 31-10-1970 Hitnotering: (Week 32 t/m 33) 20-06-2020 t/m 27-06-2020 | Hitnotering: (Week 1 t/m 27) 07-03-1970 t/m 05-09-1970 Hitnotering: (Week 28 t/m 31) 10-10-1970 t/m 31-10-1970 Hitnotering: (Week 32 t/m 33) 20-06-2020 t/m 27-06-2020 | Hitnotering: (Week 1 t/m 27) 07-03-1970 t/m 05-09-1970 Hitnotering: (Week 28 t/m 31) 10-10-1970 t/m 31-10-1970 Hitnotering: (Week 32 t/m 33) 20-06-2020 t/m 27-06-2020 | Hitnotering: (Week 1 t/m 27) 07-03-1970 t/m 05-09-1970 Hitnotering: (Week 28 t/m 31) 10-10-1970 t/m 31-10-1970 Hitnotering: (Week 32 t/m 33) 20-06-2020 t/m 27-06-2020 | Hitnotering: (Week 1 t/m 27) 07-03-1970 t/m 05-09-1970 Hitnotering: (Week 28 t/m 31) 10-10-1970 t/m 31-10-1970 Hitnotering: (Week 32 t/m 33) 20-06-2020 t/m 27-06-2020 | Hitnotering: (Week 1 t/m 27) 07-03-1970 t/m 05-09-1970 Hitnotering: (Week 28 t/m 31) 10-10-1970 t/m 31-10-1970 Hitnotering: (Week 32 t/m 33) 20-06-2020 t/m 27-06-2020 | Hitnotering: (Week 1 t/m 27) 07-03-1970 t/m 05-09-1970 Hitnotering: (Week 28 t/m 31) 10-10-1970 t/m 31-10-1970 Hitnotering: (Week 32 t/m 33) 20-06-2020 t/m 27-06-2020 |
| Week: | 1 | 2 | 3 | 4 | 5 | 6 | 7 | 8 | 9 | 10 | 11 | 12 | 13 | 14 | 15 | 16 | 17 | 18 | 19 | 20 | 21 |
| --- | --- | --- | --- | --- | --- | --- | --- | --- | --- | --- | --- | --- | --- | --- | --- | --- | --- | --- | --- | --- | --- |
| Positie: | 9 | 3 | 1 | 1 | 1 | 1 | 1 | 1 | 1 | 1 | 1 | 1 | 2 | 2 | 1 | 1 | 1 | 2 | 2 | 2 | 2 |
| Week: | 22 | 23 | 24 | 25 | 26 | 27 | | 28 | 29 | 30 | 31 | | 32 | 33 | | | | | | | |
| Positie: | 4 | 4 | 4 | 4 | 5 | 8 | uit | 7 | 7 | 7 | 8 | uit | 81 | 61 | uit | | | | | | |

#### Bridge over troubled water (40th anniversary edition)
| Hitnotering: (Week 1 t/m 5) 02-04-2011 t/m 30-04-2011 Hitnotering: (Week 6 t/m 9) 04-06-2011 t/m 25-06-2011 | Hitnotering: (Week 1 t/m 5) 02-04-2011 t/m 30-04-2011 Hitnotering: (Week 6 t/m 9) 04-06-2011 t/m 25-06-2011 | Hitnotering: (Week 1 t/m 5) 02-04-2011 t/m 30-04-2011 Hitnotering: (Week 6 t/m 9) 04-06-2011 t/m 25-06-2011 | Hitnotering: (Week 1 t/m 5) 02-04-2011 t/m 30-04-2011 Hitnotering: (Week 6 t/m 9) 04-06-2011 t/m 25-06-2011 | Hitnotering: (Week 1 t/m 5) 02-04-2011 t/m 30-04-2011 Hitnotering: (Week 6 t/m 9) 04-06-2011 t/m 25-06-2011 | Hitnotering: (Week 1 t/m 5) 02-04-2011 t/m 30-04-2011 Hitnotering: (Week 6 t/m 9) 04-06-2011 t/m 25-06-2011 | Hitnotering: (Week 1 t/m 5) 02-04-2011 t/m 30-04-2011 Hitnotering: (Week 6 t/m 9) 04-06-2011 t/m 25-06-2011 | Hitnotering: (Week 1 t/m 5) 02-04-2011 t/m 30-04-2011 Hitnotering: (Week 6 t/m 9) 04-06-2011 t/m 25-06-2011 | Hitnotering: (Week 1 t/m 5) 02-04-2011 t/m 30-04-2011 Hitnotering: (Week 6 t/m 9) 04-06-2011 t/m 25-06-2011 | Hitnotering: (Week 1 t/m 5) 02-04-2011 t/m 30-04-2011 Hitnotering: (Week 6 t/m 9) 04-06-2011 t/m 25-06-2011 | Hitnotering: (Week 1 t/m 5) 02-04-2011 t/m 30-04-2011 Hitnotering: (Week 6 t/m 9) 04-06-2011 t/m 25-06-2011 | Hitnotering: (Week 1 t/m 5) 02-04-2011 t/m 30-04-2011 Hitnotering: (Week 6 t/m 9) 04-06-2011 t/m 25-06-2011 |
| Week: | 1 | 2 | 3 | 4 | 5 | | 6 | 7 | 8 | 9 | |
| --- | --- | --- | --- | --- | --- | --- | --- | --- | --- | --- | --- |
| Positie: | 29 | 34 | 59 | 68 | 84 | uit | 58 | 31 | 57 | 74 | uit |

### VlaamseUltratop 100Albums

#### Bridge over troubled water
| Hitnotering: 02-04-2011 t/m 14-05-2011 | Hitnotering: 02-04-2011 t/m 14-05-2011 | Hitnotering: 02-04-2011 t/m 14-05-2011 | Hitnotering: 02-04-2011 t/m 14-05-2011 | Hitnotering: 02-04-2011 t/m 14-05-2011 | Hitnotering: 02-04-2011 t/m 14-05-2011 | Hitnotering: 02-04-2011 t/m 14-05-2011 | Hitnotering: 02-04-2011 t/m 14-05-2011 | Hitnotering: 02-04-2011 t/m 14-05-2011 |
| Week:                                  | 1                                      | 2                                      | 3                                      | 4                                      | 5                                      | 6                                      | 7                                      |                                        |
| -------------------------------------- | -------------------------------------- | -------------------------------------- | -------------------------------------- | -------------------------------------- | -------------------------------------- | -------------------------------------- | -------------------------------------- | -------------------------------------- |
| Positie:                               | 95                                     | 43                                     | 63                                     | 52                                     | 69                                     | 60                                     | 88                                     | uit                                    |